# Tragedija na stadionu u Port Saidu
Tragedija na stadionu u Port Saidu dogodila se 1. veljače 2012., nakon utakmice između egipatskih nogometnih klubova Al-Ahlyja i Al-Masryja.
U Port Saidu, gradu na sjeveru Egipta, 79 ljudi je poginulo, više od 1000 ljudi ozlijeđeno a, 47 ljudi je uhićeno nakon što je tisuće navijača ušlo na teren nakon pobjede Al-Masryja 3-1. Nakon prvih procjena, govorilo se da ima oko tisuću ozlijeđenih navijača. Ljutiti navijači Al-Masry odmah nakon sučeva zvižduka, počeli su napadati navijače i igrače suparničke ekipe. Egipatski ministar zdravstva rekao je, da je događaj bio "najveća katastrofa u povijesti egipatskog nogometa". Gradonačelnik Port Saida i šef policije dali su ostavke, a isto je najavio i egipatski premijer.
Nakon katastrofe, egipatski parlament je na izvanrednoj sjednici razmotrao kako naći odgovor na novonastalu situaciju. Egipatska nogometna liga odmah je odgođena na neodređeno vrijeme.